# Staffetta svedese
La staffetta svedese è, in atletica leggera, una tipologia di staffetta divisa in quattro frazioni. 

## Descrizione
A differenza della staffetta 4×100 metri e della staffetta 4×400 metri, ognuno dei quattro frazionisti percorre una distanza diversa: il primo corre 100 metri, il secondo 200 metri, il terzo 300 metri, il quarto ed ultimo 400 metri.
Così come nelle altre staffette, alla fine di ogni frazione l'atleta in arrivo deve lasciare un testimone al collega di squadra in partenza; questo scambio deve avvenire in un'apposita zona della pista, pena la squalifica della squadra. Questo genere di staffetta viene solitamente disputato negli eventi riservati alle categorie giovanili come, ad esempio, i campionati europei under 18.